# وادي الصدر
وادي الصدر هي مركز إداري سعودي يتبع إدارياً لمحافظة بني حسن، في منطقة الباحة، وتعتبر من أكبر مراكز المحافظة.

## الموقع
تقع في الشمال الغربي من منطقة الباحة في المملكة العربية السعودية، وتبعد عنها قرابة 38 كم.

## القرى
تنقسم قرية وادي الصدر بأسمها العام إلى ثمانية قرى صغيرة وهي:
1. قرى الفقهاء (الحدب، الزربة، العرشاء).
2. قرية الغرباء .
3. قرية الصدر.
4. قرية الشريق.
5. قرية الأثمة.

## مرافق القرية
- مركز وادي الصدر.
- لجنة التنمية الاجتماعية.
- مدرسة وادي الصدر الابتدائية للبنين.
- مدرسة بنات مجمع حكومي.
- منتزه سد وادي الصدر.
- ملعب كرة قدم متطور.
- دار للفتاة.
- جامع وادي الصدر الجديد.
- مركز صحي.
- خدمات تجارية.
- متحف الشيخ سعيد بن عمر عيا الزهراني
- متحف الشيخ عبد الله دباج ال معجب الزهراني
- متحف الشيخ احمد عمر عيا الزهراني

## معالم مهمة
جبل الخيالة ويحد القرية من الجهة الشرقية، وجبل الدهنة وهو كذلك من الجهة الشرقية، ويحد القرية من الجهة الغربية جبل فران وهو الفاصل بين قرية وادي الصدر وقرية رسبا التابعة لقبيلة بلخزمر. حديقة سد وادي الصدر، الطريق السياحي الجديد الواصل بين القرية وطريق الباحة السياحي شرق منطقة الباحة .
كما تجتمع اربع اوديه وتلتقي في وادي الصدر:
1. جلة السد وتأتي من سد وادي الصدر من الجهة الشرقيه.
2. وادي سالم ويقع في الجهة الشمالية الشرقية للقرية.
3. وادي مخلوه وهو أطول الاوديه في القرية حيث يمتد من جنوب شرق القرية إلى شمال غربها.
4. القطراة وتقع في جنوب شرق وادي الصدر.